# Adrian Rochet
Pour les articles homonymes, voir Rochet.
Adrian Rochet est un footballeur israélien né le 26 mai 1987 à Kiryat Shmona. Il évolue au poste d'ailier gauche au Hapoël Ironi Kiryat Shmona, club dont il est le capitaine.

## Palmarès

### En club
- Hapoël Ironi Kiryat Shmona
  - Champion d'Israël de D2 en 2007 et 2010
  - Champion d'Israël en 2012
  - Vainqueur de la Coupe de la Ligue israélienne (D2) en 2007 et 2010
  - Vainqueur de la Coupe de la Ligue israélienne en 2011 et 2012
  - Vainqueur de la Coupe d'Israël en 2014